# 브론토사우루스
브론토사우루스(Brontosaurus)는 1억 5천만 년 전 쥐라기에 번성한 용각류의 한 속이다. 브론토사우루스는 1877년 오스니얼 찰스 마시가 처음 발견하고 명명하였으나, 오랫동안 아파토사우루스의 다른 이름으로 취급되었다. 2015년 연구에 의해 브론토사우루스는 아파토사우루스보다 작다는 사실이 밝혀졌고, 아파토사우루스와 구분되는 별개의 속으로 분류되었다. 브론토사우루스는 몸길이 약 19~22m에 몸무게는 15~19톤 정도였을 것으로 추정된다.